# Pires Ferreira
Pires Ferreira este un oraș în statul Ceará (CE) din Brazilia.